# Typhlocyba calemia
Typhlocyba calemia är en insektsart som först beskrevs av Walker 1851.  Typhlocyba calemia ingår i släktet Typhlocyba och familjen dvärgstritar.
Artens utbredningsområde är Frankrike. Inga underarter finns listade i Catalogue of Life.